# ジョーイ・ウェンドル
ジョセフ・パトリック・ウェンドル（Joseph Patrick Wendle, 1990年4月26日 - ）は、アメリカ合衆国デラウェア州ウィルミントン出身のプロ野球選手（内野手）。現在は、フリーエージェント（FA）。

## 経歴

### プロ入りとインディアンス傘下時代
2012年のMLBドラフト6巡目（全体203位）でクリーブランド・インディアンスから指名を受け、契約を結んだ。契約後、傘下のA-級マホーニングバレー・スクラッパーズでプロデビュー。61試合に出場して打率.327、4本塁打、37打点、4盗塁を記録した。
2013年は開幕をA+級カロライナ・マドキャッツで迎えた。この年は、107試合に出場して打率.295、16本塁打、64打点、10盗塁を記録した。コディ・アンダーソンと共にこの年のインディアンスのマイナーリーグの年間最優秀選手賞のルー・ブードロー賞を受賞した。
2014年は開幕をAA級アクロン・ラバーダックスで迎えた。ここでは、87試合に出場して打率.253、8本塁打、50打点、4盗塁を記録した。

### アスレチックス時代
2014年12月8日にブランドン・モスとのトレードで、オークランド・アスレチックスへ移籍した。

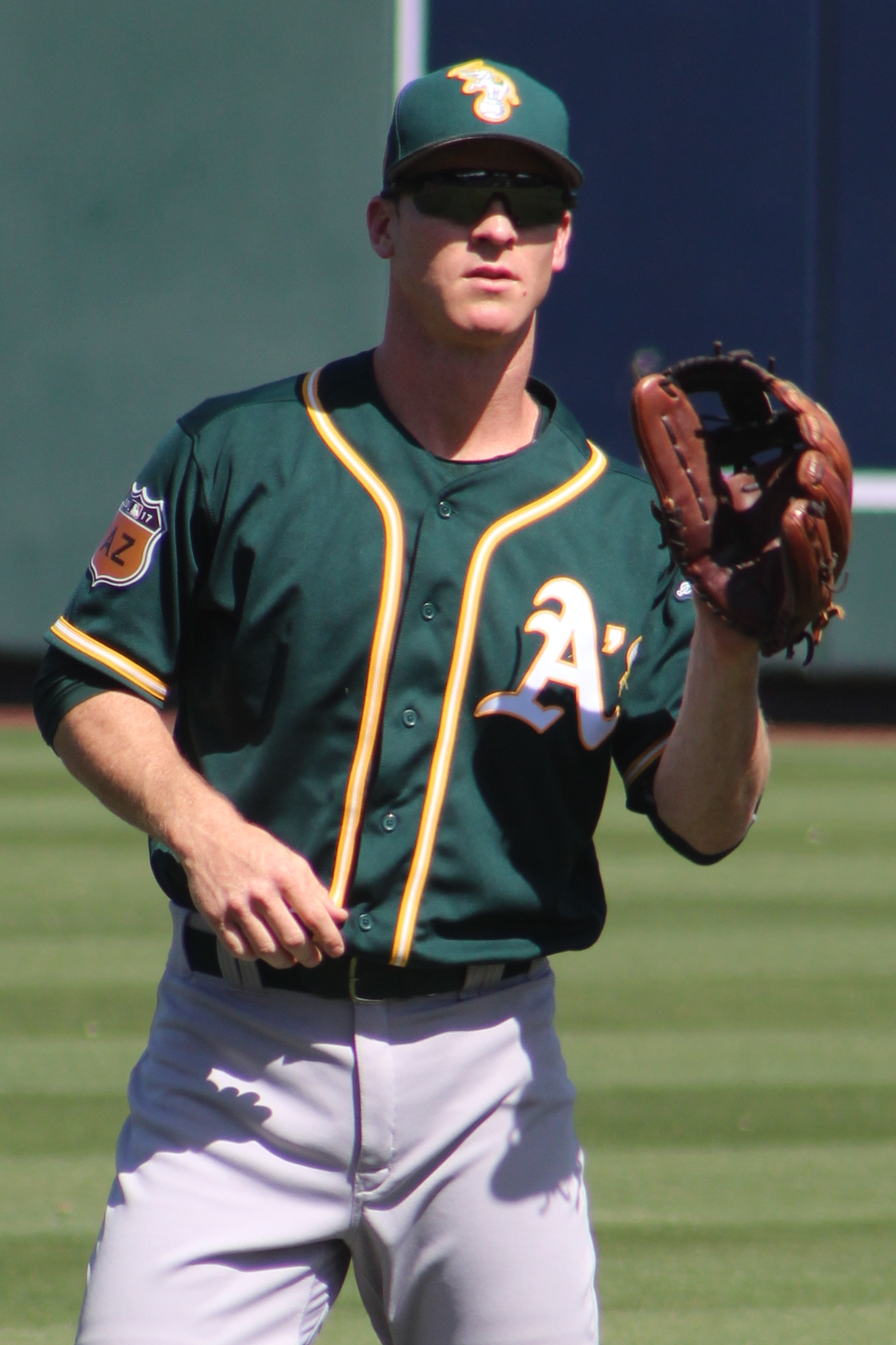
オークランド・アスレチックス時代
（2017年3月7日）

2015年はスプリングトレーニングに招待選手として参加したが、メジャー昇格には至らず傘下のAAA級ナッシュビル・サウンズでプレーした。オフの11月20日にルール・ファイブ・ドラフトでの流出を防ぐために40人枠入りした。
2016年もAAA級ナッシュビルでプレーし、125試合に出場して打率.279、12本塁打、61打点、14盗塁を記録した。8月31日にメジャー初昇格を果たし、同日のヒューストン・アストロズ戦でメジャーデビューして初安打も放った。メジャーでは28試合に出場し、打率.260、1本塁打、11打点、2盗塁。守備面では二塁手に入り、2失策、守備率.983、DRS +1、UZR +1.4を記録した。
2017年12月7日にヤスメイロ・ペティットの加入に伴い、DFAとなった。

### レイズ時代

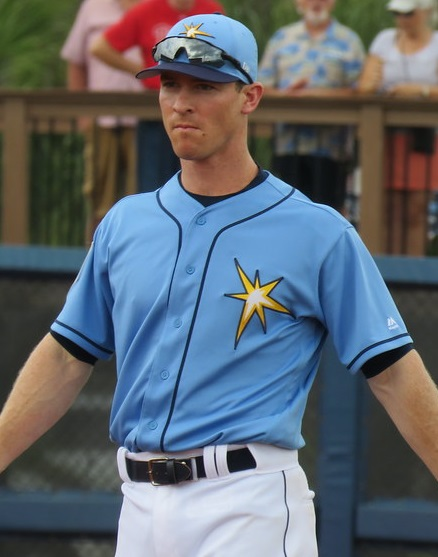
タンパベイ・レイズ時代
(2018年3月2日)

2017年12月11日に後日発表選手とのトレードで、タンパベイ・レイズへ移籍した。
2018年はスプリングトレーニングで正二塁手の競争がマイカ・ジョンソンとダニエル・ロバートソンとウェンドルによって繰り広げられた。スプリングトレーニング中のプレシーズン・ゲームでは、52打数で打率.327だったため、レイズの監督であるケビン・キャッシュがロバートソンとウェンドルをプラトーン・システムで起用していくことを発表した。「野球の試合への情熱を示し、その試合の価値、精神、伝統を最もよく体現している」選手に贈られるハート&ハッスル賞をレイズの選手部門として受賞した。レギュラーシーズンでは、WAR4.3、打率.300、出塁率.350、6三塁打は新人としては最高の記録で、146安打、33二塁打、62得点も新人二番目だった。レイズの選手としては2011年以来となる打率三割を記録した選手となり、新人としては初である。規定打席に到達した選手としてはトップとなる10犠牲フライを記録した。シーズンの終わりに、レイズの内野手として新人王の選出順位は4位だった。
2019年は75試合に出場して打率.231、3本塁打、19打点、8盗塁を記録した。
2020年は50試合に出場して打率.286、4本塁打、17打点、8盗塁を記録した。
2021年7月10日に辞退した選手の代替選手として自身初となるオールスターに選出された。7月13日に開催されたオールスターゲームでは7回裏にインディアンスのホセ・ラミレスに変わって三塁手の守備についてオールスターゲーム初出場を果たした。8回表にオールスターゲーム初打席を迎え、カージナルスのアレックス・レイエスと対決し、オールスターゲーム初安打を記録した。この年は136試合に出場して打率.265、11本塁打、54打点、8盗塁を記録した。

### マーリンズ時代
2021年11月30日にキャメロン・マイズナーとのトレードで、マイアミ・マーリンズへ移籍した。
2022年は101試合に出場して打率.259、3本塁打、32打点、12盗塁を記録した。
2023年は112試合に出場して打率.212、2本塁打、20打点、7盗塁を記録した。オフの11月3日にFAとなった。

### メッツ時代
2023年11月30日にニューヨーク・メッツと200万ドルの単年契約を結んだ。オプションとして打席数に応じて最大50万ドルの出来高が含まれる。
2024年は開幕から18試合に出場するも打率.222、1打点と振るわず、5月14日にDFA、20日に自由契約となった。

### ブレーブス時代
2024年5月24日にアトランタ・ブレーブスとメジャー契約を結んだ。ブレーブスでは加入直後からアクティブ・ロースター入りするものの1試合も出場することなく、5月27日にDFAとなり、30日にFAとなった。

## 詳細情報

### 年度別打撃成績
| 年 度    | 球 団    | 試 合 | 打 席 | 打 数 | 得 点 | 安 打 | 二 塁 打 | 三 塁 打 | 本 塁 打 | 塁 打 | 打 点 | 盗 塁 | 盗 塁 死 | 犠 打 | 犠 飛 | 四 球 | 敬 遠 | 死 球 | 三 振 | 併 殺 打 | 打 率 | 出 塁 率 | 長 打 率 | O P S |
| -------- | -------- | ----- | ----- | ----- | ----- | ----- | -------- | -------- | -------- | ----- | ----- | ----- | -------- | ----- | ----- | ----- | ----- | ----- | ----- | -------- | ----- | -------- | -------- | ----- |
| 2016     | OAK      | 28    | 104   | 96    | 11    | 25    | 1        | 0        | 1        | 29    | 11    | 2     | 0        | 0     | 2     | 6     | 0     | 0     | 16    | 3        | .260  | .298     | .302     | .600  |
| 2017     | OAK      | 8     | 14    | 13    | 3     | 4     | 1        | 0        | 1        | 8     | 5     | 0     | 0        | 0     | 0     | 1     | 1     | 0     | 3     | 0        | .308  | .357     | .615     | .973  |
| 2018     | TB       | 139   | 545   | 487   | 62    | 146   | 33       | 6        | 7        | 212   | 61    | 16    | 4        | 2     | 10    | 37    | 4     | 9     | 96    | 11       | .300  | .354     | .435     | .789  |
| 2019     | TB       | 75    | 263   | 238   | 32    | 55    | 13       | 2        | 3        | 81    | 19    | 8     | 3        | 0     | 3     | 14    | 0     | 8     | 47    | 4        | .231  | .293     | .340     | .633  |
| 2020     | TB       | 50    | 184   | 168   | 24    | 48    | 9        | 2        | 4        | 73    | 17    | 8     | 2        | 0     | 1     | 10    | 1     | 5     | 35    | 1        | .286  | .342     | .435     | .777  |
| 2021     | TB       | 136   | 501   | 460   | 73    | 122   | 31       | 4        | 11       | 194   | 54    | 8     | 6        | 0     | 3     | 28    | 4     | 10    | 113   | 9        | .265  | .319     | .422     | .741  |
| 2022     | MIA      | 101   | 371   | 347   | 27    | 90    | 24       | 1        | 3        | 125   | 32    | 12    | 3        | 1     | 3     | 15    | 0     | 5     | 50    | 7        | .259  | .297     | .360     | .657  |
| 2023     | MIA      | 112   | 318   | 297   | 33    | 63    | 16       | 3        | 2        | 91    | 20    | 7     | 1        | 3     | 3     | 13    | 0     | 2     | 67    | 8        | .212  | .248     | .306     | .554  |
| 2024     | NYM      | 18    | 37    | 36    | 3     | 8     | 1        | 0        | 0        | 9     | 1     | 1     | 0        | 0     | 0     | 1     | 0     | 0     | 9     | 0        | .222  | .243     | .250     | .493  |
| MLB：9年 | MLB：9年 | 667   | 2337  | 2142  | 268   | 561   | 129      | 18       | 32       | 822   | 220   | 62    | 19       | 6     | 25    | 125   | 10    | 39    | 436   | 43       | .262  | .311     | .384     | .695  |

- 2024年度シーズン終了時

### 年度別守備成績
内野守備
| 年 度 | 球 団 | 二塁（2B） | 二塁（2B） | 二塁（2B） | 二塁（2B） | 二塁（2B） | 二塁（2B） | 三塁（3B） | 三塁（3B） | 三塁（3B） | 三塁（3B） | 三塁（3B） | 三塁（3B） | 遊撃（SS） | 遊撃（SS） | 遊撃（SS） | 遊撃（SS） | 遊撃（SS） | 遊撃（SS） |
| 年 度 | 球 団 | 試 合      | 刺 殺      | 補 殺      | 失 策      | 併 殺      | 守 備 率   | 試 合      | 刺 殺      | 補 殺      | 失 策      | 併 殺      | 守 備 率   | 試 合      | 刺 殺      | 補 殺      | 失 策      | 併 殺      | 守 備 率   |
| ----- | ----- | ---------- | ---------- | ---------- | ---------- | ---------- | ---------- | ---------- | ---------- | ---------- | ---------- | ---------- | ---------- | ---------- | ---------- | ---------- | ---------- | ---------- | ---------- |
| 2016  | OAK   | 28         | 45         | 71         | 2          | 20         | .983       | -          | -          | -          | -          | -          | -          | -          | -          | -          | -          | -          | -          |
| 2017  | OAK   | 5          | 6          | 7          | 0          | 3          | 1.000      | -          | -          | -          | -          | -          | -          | -          | -          | -          | -          | -          | -          |
| 2018  | TB    | 101        | 149        | 222        | 4          | 57         | .989       | 20         | 13         | 39         | 0          | 4          | 1.000      | 10         | 5          | 24         | 2          | 7          | .935       |
| 2019  | TB    | 48         | 59         | 96         | 0          | 21         | 1.000      | 27         | 17         | 35         | 3          | 2          | .945       | 10         | 8          | 18         | 0          | 6          | 1.000      |
| 2020  | TB    | 20         | 26         | 36         | 0          | 7          | 1.000      | 28         | 17         | 40         | 4          | 5          | .934       | 10         | 7          | 30         | 1          | 5          | .974       |
| 2021  | TB    | 16         | 16         | 28         | 0          | 3          | 1.000      | 107        | 81         | 176        | 11         | 22         | .959       | 25         | 23         | 60         | 0          | 7          | 1.000      |
| 2022  | MIA   | 33         | 39         | 62         | 1          | 17         | .990       | 43         | 19         | 65         | 4          | 10         | .955       | 34         | 46         | 72         | 3          | 22         | .975       |
| 2023  | MIA   | -          | -          | -          | -          | -          | -          | -          | -          | -          | -          | -          | -          | 107        | 107        | 218        | 10         | 46         | .970       |
| 2024  | NYM   | 8          | 10         | 13         | 1          | 3          | .958       | 7          | 1          | 4          | 2          | 0          | .714       | 3          | 2          | 7          | 0          | 0          | 1.000      |
| MLB   | MLB   | 259        | 350        | 535        | 8          | 131        | .991       | 232        | 148        | 359        | 24         | 43         | .955       | 199        | 198        | 429        | 16         | 93         | .975       |

外野守備
| 年 度 | 球 団 | 左翼（LF） | 左翼（LF） | 左翼（LF） | 左翼（LF） | 左翼（LF） | 左翼（LF） | 右翼（RF） | 右翼（RF） | 右翼（RF） | 右翼（RF） | 右翼（RF） | 右翼（RF） |
| 年 度 | 球 団 | 試 合      | 刺 殺      | 補 殺      | 失 策      | 併 殺      | 守 備 率   | 試 合      | 刺 殺      | 補 殺      | 失 策      | 併 殺      | 守 備 率   |
| ----- | ----- | ---------- | ---------- | ---------- | ---------- | ---------- | ---------- | ---------- | ---------- | ---------- | ---------- | ---------- | ---------- |
| 2018  | TB    | 16         | 18         | 1          | 1          | 0          | .950       | 1          | 0          | 0          | 0          | 0          | ----       |
| 2019  | TB    | -          | -          | -          | -          | -          | -          | 1          | 0          | 0          | 0          | 0          | ----       |
| MLB   | MLB   | 16         | 18         | 1          | 1          | 0          | .950       | 2          | 0          | 0          | 0          | 0          | ----       |

- 2024年度シーズン終了時

### 記録
- オールスターゲーム選出：1回（2021年）

### 背番号
- 52（2016年 - 2017年）
- 18（2018年 - 2024年）